# Chondriome
Le chondriome est l'ensemble des organites intracellulaires constitué par les chondriosomes, inclus dans le hyaloplasme (ou cytosol), et délimité par l'enveloppe que constitue la membrane plasmique.
Ces chondriosomes comprennent des éléments intracytoplasmiques globuleux, sphériques ou ellipsoïdaux — les mitochondries — ou allongés en forme de bâtonnets — les chondriocontes —. En microscopie électronique, ils apparaissent délimités par une double membrane dont l'intérieur se replie pour former des crêtes ou des cloisons incomplètes.
Le chondriome est impliqué dans les fonctions respiratoires et énergétiques de la cellule eucaryote.